# Pietro Tomba
Pietro Tomba (Faenza, 1774 – Faenza, 1846) è stato un architetto italiano attivo a Faenza tra la fine del Settecento e l'inizio dell'Ottocento.

## Biografia
Pietro Tomba iniziò l'apprendimento tramite il padre e poi si recò a studiare all'Accademia di belle arti di Bologna. Rientrato a Faenza, progettò numerosi edifici - per la maggior parte chiese - e fra queste la chiesa di San Girolamo all'Osservanza, la chiesa di San Vitale, la chiesa di San Domenico e l'oratorio della Santissima Annunziata. 
Si occupò anche di edilizie civili, tra le quali Palazzo Piani Pasi del 1807, e di lavori di sistemazione urbanistica, partecipando ai lavori di ristrutturazione di edifici del Borgo Durbecco e alla Prospettiva alla fine dello stradone. La Prospettiva venne realizzata a seguito di un concorso nazionale, di cui risultò vincitore.

### Opere in mostra
Alla mostra L'Italia nella Rivoluzione 1789 1799, che si è tenuta nel 1990, alla Biblioteca Nazionale Centrale di Roma, è stato presentano il disegno ad inchiostro ed acquarello di Pietro Tomba Progetto di un complesso monumentale sul mare, databile primo decennio dell'Ottocento e conservato alla Pinacoteca comunale di Faenza. In catalogo il progetto era presentato così: Lo sfogo dell'erudizione classica, la contaminazione degli stili, la progettazione nella scala del grandioso e della macrodimensione fanno di questo complesso architettonico […] l'epigono delle utopie progettuali del periodo rivoluzionario.